# Wethau
Wethau là một đô thị thuộc huyện Burgenland, bang Sachsen-Anhalt, Đức. Đô thị Wethau có diện tích 4,21 km², dân số thời điểm ngày 31 tháng 12 năm 2006 là 715 người.